# Castel di Ieri
Castel di Ieri község (comune) Olaszország Abruzzo régiójában, L’Aquila megyében.

## Fekvése
A megye központi részén fekszik. Határai: Castelvecchio Subequo, Cocullo, Goriano Sicoli és Raiano.

## Története
Első írásos említése a 14. századból származik. A következő századokban nemesi birtok volt. A 19. század elején, amikor a Nápolyi Királyságban felszámolták a feudalizmust, előbb Goriano Sicoli majd 1854-ben önálló község lett.

## Népessége
A népesség számának alakulása:

## Főbb látnivalói
- Madonna di Pietrabona-templom